# Marge de fase

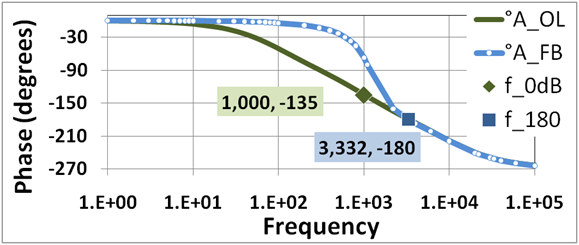
Gràfic de Bode que il·lustra el marge de fase

En els amplificadors electrònics, el marge de fase (PM) és la diferència entre el retard de fase φ (< 0) i -180°, per al senyal de sortida d'un amplificador (relatiu a la seva entrada) amb un guany zero dB, és a dir, un guany unitari, o que el senyal de sortida té la mateixa amplitud que l'entrada.
{\displaystyle \mathrm {PM} =\varphi -(-180^{\circ })}
Per exemple, si el guany de llaç obert de l'amplificador creua 0 dB a una freqüència on el retard de fase és -135°, aleshores el marge de fase d'aquest sistema de retroalimentació és -135° -(-180°) = 45°. Vegeu el diagrama de Bode # Marge de guany i marge de fase per obtenir més detalls.

## Teoria
Normalment, el retard de fase de realimentació (relatiu a l'entrada, φ < 0) varia amb la freqüència, augmentant progressivament fins a superar els 180 °, freqüència a la qual el senyal de sortida s'inverteix, o antifase amb relació a l'entrada. El PM serà positiu però disminuirà a freqüències inferiors a la freqüència a la qual s'inicia la inversió (en què PM = 0) i PM és negatiu (PM < 0) a freqüències més altes. En presència de retroalimentació negativa, un PM zero o negatiu a una freqüència on el guany del bucle supera la unitat (1) garanteix la inestabilitat. Així, PM positiu és un "marge de seguretat" que garanteix un funcionament correcte (no oscil·latori) del circuit. Això s'aplica als circuits amplificadors i, de manera més general, als filtres actius, sota diverses condicions de càrrega (per exemple, càrregues reactives). En la seva forma més senzilla, que inclou amplificadors de tensió de retroalimentació negativa ideals amb retroalimentació no reactiva, el marge de fase es mesura a la freqüència on el guany de tensió de llaç obert de l'amplificador és igual al guany de tensió de CC de llaç tancat desitjat.
De manera més general, el PM es defineix com el conjunt de l'amplificador i la seva xarxa de retroalimentació (el "bucle", normalment obert a l'entrada de l'amplificador), mesurat a una freqüència on el guany del bucle és unitat, i abans del tancament del bucle, mitjançant l'enllaç de la sortida del bucle obert a la font d'entrada, de manera que se'n resta.
A la definició de guany de bucle anterior, s'assumeix que l'entrada de l'amplificador presenta càrrega zero. Perquè això funcioni per a una entrada de càrrega diferent a zero, la sortida de la xarxa de retroalimentació s'ha de carregar amb una càrrega equivalent per tal de determinar la resposta en freqüència del guany del bucle.
També s'assumeix que el gràfic del guany en funció de la freqüència creua el guany unitari amb un pendent negatiu i ho fa només una vegada. Aquesta consideració només importa amb les xarxes de feedback reactives i actives, com pot ser el cas dels filtres actius.
El marge de fase i el seu important concepte acompanyant, el marge de guany, són mesures d'estabilitat en sistemes de control dinàmic de bucle tancat. El marge de fase indica estabilitat relativa, la tendència a oscil·lar durant la seva resposta amortida a un canvi d'entrada, com ara una funció de pas. El marge de guany indica estabilitat absoluta i el grau en què el sistema oscil·larà, sense límit, davant qualsevol pertorbació.
Els senyals de sortida de tots els amplificadors presenten un retard de temps en comparació amb els seus senyals d'entrada. Aquest retard provoca una diferència de fase entre els senyals d'entrada i de sortida de l'amplificador. Si hi ha prou etapes a l'amplificador, a alguna freqüència, el senyal de sortida quedarà enrere del senyal d'entrada un període de cicle a aquesta freqüència. En aquesta situació, el senyal de sortida de l'amplificador estarà en fase amb el seu senyal d'entrada tot i que queda enrere en 360°, és a dir, la sortida tindrà un angle de fase de − °. Aquest retard té una gran conseqüència en els amplificadors que utilitzen retroalimentació. La raó: l'amplificador oscil·larà si el senyal de sortida de retroalimentació està en fase amb el senyal d'entrada a la freqüència en què el seu guany de tensió de llaç obert és igual al seu guany de tensió de llaç tancat i el guany de tensió de llaç obert és un o més. L'oscil·lació es produirà perquè el senyal de sortida de retroalimentació reforçarà el senyal d'entrada a aquesta freqüència. En els amplificadors operacionals convencionals, l'angle de fase de sortida crític és − ° perquè la sortida es retorna a l'entrada mitjançant una entrada inversora que afegeix un − ° addicionals.

## Marge de fase, marge de guany i relació amb l'estabilitat de la retroalimentació
El marge de fase i el marge de guany són dues mesures d'estabilitat per a un sistema de control de retroalimentació. Indiquen quant pot variar el guany o la fase del sistema abans que esdevingui inestable. El marge de fase és la diferència (expressada com a nombre positiu) entre 180° i el canvi de fase on la magnitud de la funció de transferència de bucle és de 0 dB. És el canvi de fase addicional que es pot tolerar, sense canvi de guany, mentre es manté estable. El marge de guany és la diferència (expressada com a valor positiu dB) entre 0 dB i la magnitud de la funció de transferència de bucle a la freqüència on el canvi de fase és de 180°. És la quantitat de guany, que es pot augmentar o disminuir sense que el sistema sigui inestable2. Per a un sistema estable, els dos marges han de ser positius o el marge de fase ha de ser més gran que el marge de guany1. Per a un sistema marginalment estable, els marges han de ser zero o el marge de fase ha de ser igual al marge de guany. Podeu utilitzar els diagrames de Bode per determinar gràficament el marge de guany i el marge de fase d'un sistema. Un diagrama de Bode mapeja la resposta de freqüència del sistema a través de dos gràfics: el diagrama de magnitud de Bode (que expressa la magnitud en decibels) i el diagrama de fase de Bode (que expressa el canvi de fase en graus).

## Pràctica
A la pràctica, els amplificadors de retroalimentació s'han de dissenyar amb marges de fase substancialment superiors a 0 °, tot i que els amplificadors amb marges de fase de, per exemple, 1 ° són teòricament estables. La raó és que molts factors pràctics poden reduir el marge de fase per sota del mínim teòric. Un bon exemple és quan la sortida de l'amplificador està connectada a una càrrega capacitiva. Per tant, els amplificadors operacionals solen ser compensats en freqüència per aconseguir un marge de fase mínim de 45 ° aproximadament. Això vol dir que a la freqüència a la qual es troben els guanys del bucle obert i tancat, l'angle de fase és de − °. El càlcul és: -135° - (-180°) = 45°. Vegeu Warwick o Stout per a una anàlisi detallada de les tècniques i els resultats de la compensació per garantir uns marges de fase adequats. Vegeu també l'article "Divisió de pols". Sovint, els amplificadors estan dissenyats per aconseguir un marge de fase típic de 60 graus. Si el marge de fase típic és d'uns 60 graus, el marge de fase mínim normalment serà superior a 45 graus. Un marge de fase de 60 graus també és un nombre màgic perquè permet el temps d'assentament més ràpid quan s'intenta seguir una entrada de pas de tensió (un disseny de filtre de Butterworth). Un amplificador amb marge de fase més baix tindrà oscil·lacions durant més temps i un amplificador amb més marge de fase trigarà més temps a pujar al nivell final del pas de tensió.